# Screencast
Un screencast (tradus de asemenea și ca videografie) este o înregistrare digitală a ceea ce apare pe monitorul computerului, care conține uneori o narațiune audio. Deși termenul screencast datează încă din 2004, produse precum Lotus⁠(d) ScreenCam sunt folosite încă din 1993. Produsele pioniere produceau fișiere uriașe și aveau caracteristici de editare limitate. Produsele mai noi acceptă formate de fișiere mai compacte (unul dintre formatele cele mai populare a fost Macromedia Flash⁠(d), până când acesta a devenit învechit) și au funcții de editare mai sofisticate care permit modificări în secvență, focalizare (mărire zoom sau micșorare zoom out), afișarea mișcării mouse-ului și, dupa cum si audio.
Un Screenshot (o captură de ecran) este o imagine a ecranului utilizatorului, iar un screencast este în esență o filmare a ceea ce utilizatorului îi apare pe monitorul său.

## Utilizări comune

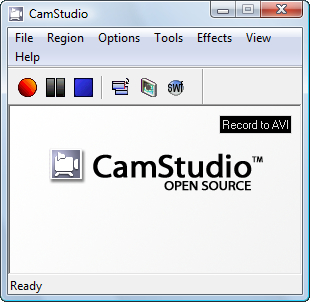
Captură de ecran a ecranului principal al programului.

Screencast-urile sunt utile pentru a demonstra caracteristicile software-ului sau pentru a avea un material de instruire. Crearea unui screencast îi ajută pe dezvoltatorii de software să-și facă cunoscută activitatea (munca) lor. Poate fi, de asemenea, o abilitate utilă pentru utilizatorii de software obișnuiți, poate ajuta la afișarea erorilor (filmarea înlocuiește explicațiile scrise potențial ambigue) sau pentru a arăta terților cum se efectuează vreo temă din vreun specific mediu software. Screencast-urile sunt instrumente excelente pentru a preda lecții despre cum să se folosească un computer și, prin intermediul screencast-urilor, diverse podcasturi au început să explice utilizatorilor lor de computer, cum să folosească respectivul software.
Având în vedere costul ridicat al instruirii oferite de instructori/facultăți și relativa ineficiență a sistemelor de instruire bazate pe computer (CBT), screencasting-ul este chemat să fie o tehnică foarte populară pentru a se preda cunoștințe de înaltă calitate la costuri reduse.
Spre exemplu, organizatorii de seminarii relationate cu computere pot alege să înregistreze întregul seminar și să pună acea înregistrare la dispoziție (prin intermediul unui DVD) pentru viitoare referințe ale oricăror asistenți/participanți și/sau să vândă acele înregistrări persoanelor care nu au timp să participe la respectivul seminar sau care nu își permit financiar. Acest lucru ar genera o reevaluare pozitivă a organizatorilor de seminarii și ar face ca respectivele cunoștințe să fie disponibile unui public mai larg, îmbunătățind percepția asupra respectivului seminar pentru toți participanții.
Această strategie de înregistrare a seminariilor este deja utilizată pe scară largă în domeniile în care se utilizează o cameră video sau un înregistrator de voce, care sunt suficiente pentru înregistrarea și o redare/reproducere utilă. Seminariile relationate cu computerul necesită înregistrări de înaltă calitate si ușor de reprodus, ale conținutului ecranului, ceea ce nu este fezabil prin utilizarea unei videocamere care să se concentreze asupra desktop-ului, în locul său fiind adesea folosit un videoproiector.
Deși inițial cea mai răspândită utilizare a fost pentru a demonstra caracteristici software, odată cu apariția unor aplicații care permit realizarea de screencast-uri în mod gratuit și fără prea multe cunoștințe de informatică, utilizarea sa s-a răspândit în domeniul educațional. Ele sunt utilizate, spre exemplu, în modelul pedagogic flipped classroom.
Un dezavantaj al majorității programe de screencasting comercial pentru PC este slaba lor capacitate de a realiza videoînregistrări cu aplicații OpenGL, deși Bandicam, Demo Builder, Fraps și Growler Guncam au capacitatea de a depăși această problemă.

## Originea termenului
În 2004, editorialistul Jon Udell a invitat cititorii blogului său să propună nume pentru respectivul fenomen în curs de dezvoltare. Udell a selectat termenul screencast, care a fost propus de Joseph McDonald și Deeje Cooley. De atunci, termenul a câștigat o utilizare mai extinsă, iar utilizarea screencast-urilor a devenit populară.